# ورم ظهاري شعري منفرد
الورم الظهاري الشعري المنفرد (بالإنجليزية: Solitary trichoepithelioma)‏ هو حالة جلدية تمتاز بحطاطات أو عقيدات أدمية صلبة غالبا ما تظهر على الوجه.:672